# Sabrina the Teenage Witch: The Album
Sabrina, the Teenage Witch: The Album es el álbum de banda sonora de la serie de televisión del mismo nombre, publicado el 27 de octubre de 1998 por Geffen Records. El álbum contiene principalmente canciones de artistas contemporáneos de pop y rock alternativo, como las Spice Girls, Sugar Ray, y Britney Spears. La mayoría de las canciones de la banda sonora aparecieron en la serie o son de artistas que hicieron apariciones en la serie. El álbum también incluye la versión de la actriz de la serie Melissa Joan Hart de "One Way or Another". El álbum fue precedido por el lanzamiento del sencillo "So I Fall Again" de Phantom Planet en septiembre de 1998.
El álbum fue un éxito comercial, siendo certificado Oro por la RIAA en Estados Unidos y doble Platino en Canadá, y vendiendo más de 700.000 copias en esos países juntos.

## Antecedentes

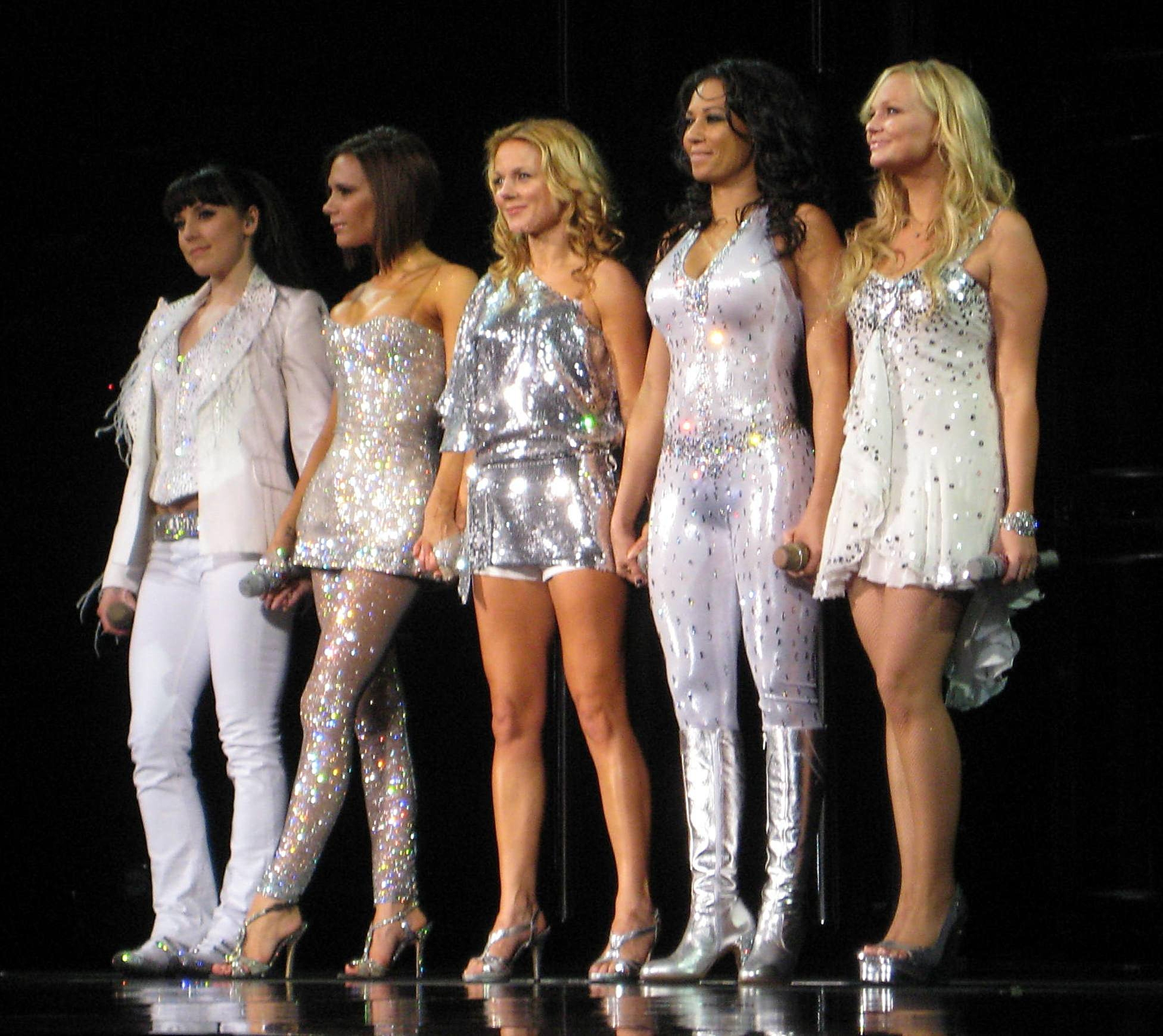
Las Spice Girls (foto de 2008) interpretan la canción de apertura de la banda sonora, "Walk of Life"

Sabrina, the Teenage Witch: The Album fue anunciado por primera vez por MTV el 27 de agosto de 1998. La lista de canciones se reveló unas semanas más tarde, el 15 de septiembre de 1998, cuya secuencia se modificó ligeramente antes de su lanzamiento. El ejecutivo de A&R de Geffen Records, Craig Coburn dirigió el proyecto, que generalmente consiste en música de artistas de pop y Rock alternativo.  El álbum incluye una serie de canciones inéditas, entre ellas una versión de "Abracadabra" de Sugar Ray, una remezcla de "Hey, Mr. DJ (Keep Playin' This Song)" de los Backstreet Boys, y "Soda Pop" de Britney Spears. La canción que abre el álbum es "Walk of Life" de las Spice Girls, que anteriormente sólo había estado disponible en Europa como cara b de su sencillo de 1997 "Too Much"; Coburn dijo que la discográfica estaba "encantada" de tener la canción en la banda sonora.  También incluye "Doctor Jones (Metro's 7" Edit)" de Aqua, que anteriormente sólo estaba disponible en Europa.  También se incluye la versión de Melissa Joan Hart de "One Way or Another", que se utilizó en el episodio de la temporada 2 "The Band Episode". Además de Hart, la canción cuenta con las voces de fondo de los miembros del reparto de la serie Nate Richert y Lindsay Sloane.
El álbum fue precedido por el lanzamiento del sencillo "So I Fall Again" de Phantom Planet en septiembre de 1998; la banda interpretó la canción en el programa en el episodio de la tercera temporada "And the Sabrina Goes to..." que se emitió ese noviembre.  El álbum se promocionó a través de la radio y de sorteos. Uno de los premios fue un viaje para ver a Phantom Planet actuar en Universal Studios Hollywood con Hart como anfitriona. Otra promoción del álbum fue el "Sorteo Sabrina Sing-A-Long" en el que el gran premio era un viaje a Hollywood para grabar una canción profesionalmente. El sorteo se anunció en la serie de libros Sabrina, en los Cómics Archie, y en los videojuegos de Sabrina.  El álbum coincidió con la tercera temporada de la serie. La trama general de la temporada consistía en que Sabrina reuniera una serie de pistas para resolver su "secreto familiar" y la octava pista se incluyó como interludio de audio en el lanzamiento.

## Recepción crítica
Sabrina, the Teenage Witch: The Album recibió críticas mayoritariamente positivas por parte del crítica musical. AllMusic describió el álbum como una "colección recubierta de azúcar". Escribían que el europop estaba bien representado en el lanzamiento, calificando "Walk of Life" de las Spice Girls de "música dub en serio", y destacaban la inclusión de versiones "interesantes". Richard Harrington de The Washington Post elogió la versión de Sugar Ray de "Abracadabra", llamándola la "portada obvia del año con MTV y la exposición de radio claramente en mente". Harrington describió el álbum como "una mezcla de alegre dance-pop y pop-rock".
En una crítica mixta, Rob Brunner de Entertainment Weekly describió Sabrina, the Teenage Witch: The Album como "efímera burbujeante" y continuó señalando "toda esta alegría sana sería estrictamente tabú incluso en el aquelarre adolescente más bonachón." Criticó la portada de Matthew Sweet de "Magnet & Steel", calificándola de "poco encantadora". En una reseña retrospectiva, Chuck Eddy de Spin incluyó el álbum en una lista de "bandas sonoras esenciales del pop adolescente", y describió "Soda Pop" de Britney Spears como "posiblemente su cancioncilla más preadolescente". 

## Recepción comercial
Sabrina, the Teenage Witch: The Album alcanzó el número 71 en la lista Billboard 200 en la edición del 12 de diciembre de 1998, y permaneció 16 semanas en la lista. En Canadá, el álbum alcanzó el número 7 en la lista de los RPM Top 100 Albums chart en el número 1 de febrero de 1999. Se mantuvo en esta posición durante dos semanas y pasó un total de 36 semanas en la lista. El álbum apareció en el número 50 de las listas de fin de año de RPM en 1999. El álbum fue certificado Oro por la RIAA en Estados Unidos el 7 de diciembre de 1998.  En Canadá, el álbum fue certificado Platino el 21 de enero de 1999 y doble Platino el 12 de marzo de 1999.

## Lista de canciones
| N.º   | Título                                             | Escritor(es)                                     | Interprete(s)     | Duración |  |
| 1.    | «Walk of Life»                                     | Spice Girls Andy Watkins Paul Wilson             | Spice Girls       | 4:16     |  |
| 2.    | «Abracadabra»                                      | Steve Miller                                     | Sugar Ray         | 3:43     |  |
| 3.    | «Hey, Mr. DJ (Keep Playin' This Song)» (Radio Mix) | Timmy Allen Larry Campbell Jolyon Skinner        | Backstreet Boys   | 3:51     |  |
| 4.    | «One Way or Another»                               | Debbie Harry Nigel Harrison                      | Melissa Joan Hart | 3:29     |  |
| 5.    | «Kate»                                             | Ben Folds Darren Jessee Anna Goodman             | Ben Folds Five    | 3:13     |  |
| 6.    | «Show Me Love» (Radio Edit)                        | Robyn Max Martin                                 | Robyn             | 3:29     |  |
| 7.    | «Giddy Up»                                         | 'N Sync Veit Renn                                | 'N Sync           | 4:09     |  |
| 8.    | «Slam Dunk (Da Funk)»                              | Denniz Pop Martin Jake Schulze Herbie Crichlow   | Five              | 3:37     |  |
| 9.    | «Magnet & Steel»                                   | Walter Egan                                      | Matthew Sweet     | 4:10     |  |
| 10.   | «So I Fall Again»                                  | Alex Greenwald Darren Robinson Jason Schwartzman | Phantom Planet    | 2:51     |  |
| 11.   | «I Know What Boys Like»                            | Chris Butler                                     | Pure Sugar        | 3:53     |  |
| 12.   | «Smash»                                            | Charlotte Caffey Jane Wiedlin The Murmurs        | The Murmurs       | 2:35     |  |
| 13.   | «Doctor Jones» (Metro's 7" Edit)                   | Anders Øland Søren Rasted Claus Norreen René Dif | Aqua              | 3:37     |  |
| 14.   | «Soda Pop»                                         | Mikey Bassie Eric Foster White                   | Britney Spears    | 3:43     |  |
| 15.   | «Amnesia» (Radio Remix)                            | Chumbawamba                                      | Chumbawamba       | 3:12     |  |
| 16.   | «Blah, Blah, Blah»                                 | Nina Persson Peter Svensson                      | The Cardigans     | 3:12     |  |
| 56:54 |                                                    |                                                  |                   |          |  |

## Posicionamiento en listas

### Listas semanales
| Chart (1998–1999)              | Peak position |
| ------------------------------ | ------------- |
| Canadá (RPM)                   | 7             |
| Estados Unidos (Billboard 200) | 71            |

### Listas anuales
| Lista (1999) | Mejor posición |
| ------------ | -------------- |
| Canadá (RPM) | 50             |